# 斯波莱托
斯波莱托是意大利翁布里亚大区佩鲁贾省的一座城市，位于亚平宁山脉脚下，距离大区和省首府佩鲁贾约60公里。

## 历史
目前的考古发掘可以追溯到公元前12-11世纪，许多世纪后，阿尔博诺齐亚大教堂就在这里崛起。在罗马人占领前，这里一直是翁布里人的居住中心之一。公元前241年，它成为罗马的殖民地，名称为Spoletium，并始终对罗马保持忠诚。在布匿战争期间，斯波莱托在汉尼拔在特拉西梅诺（公元前217年）获胜后击退了他。公元前43年，屋大维在摩德纳战役前曾在此停留，在该城的一座寺庙里主持了一次祭祀活动。
斯波莱托被狄奥多里克（Theodoric）和贝利撒留（Belisarius）美化过，中世纪早期这里是斯波莱托公国（Ducato di Spoleto）的中心，中世纪晚期成为教皇国的一部分，直到1860年加入新生的意大利王国。

## 景点
- 斯波莱托圣母升天主教座堂
- 圣救主堂，世界遗产
- 城外圣伯多禄堂
- 圣额我略圣殿

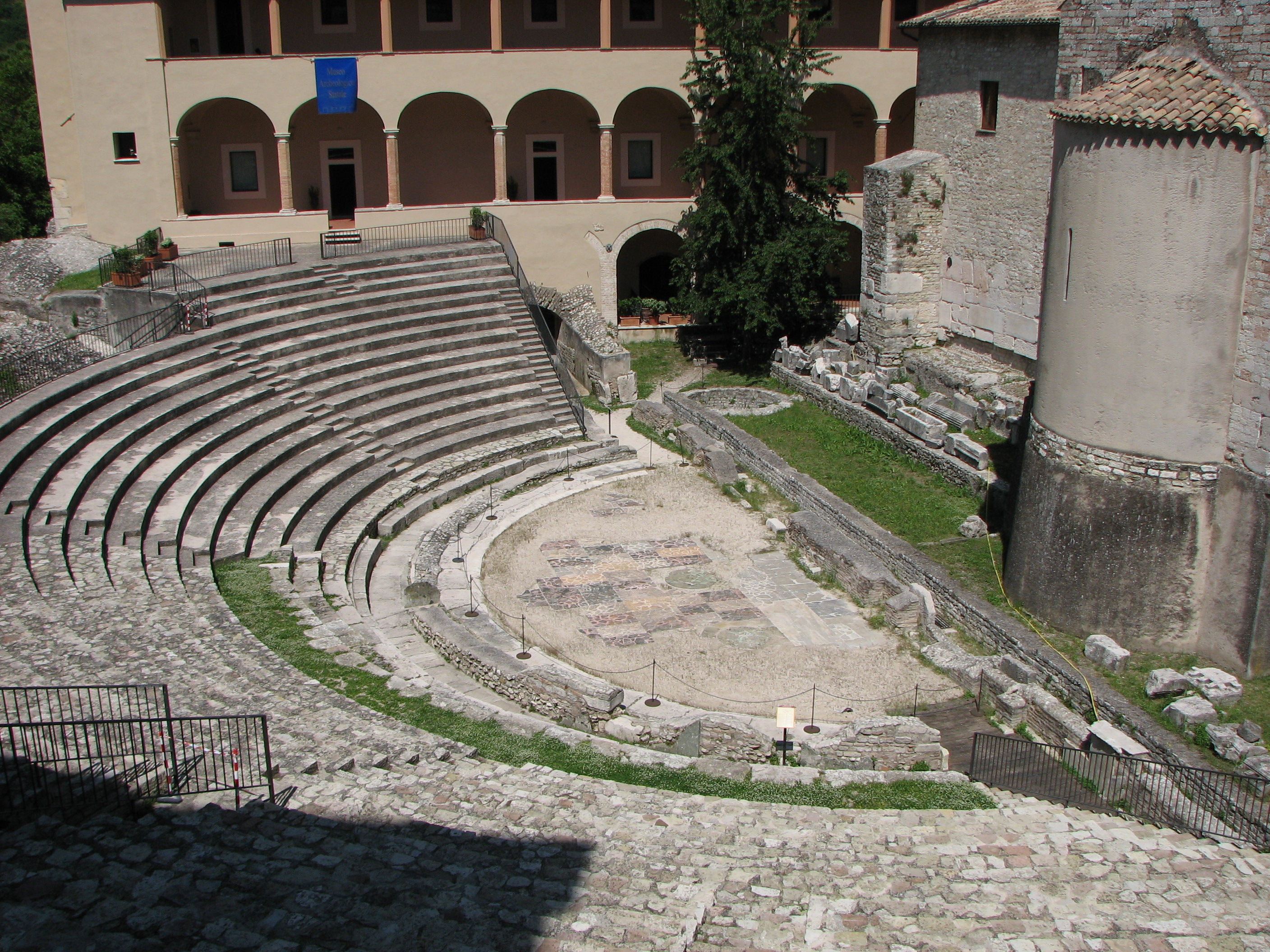
古罗马剧院
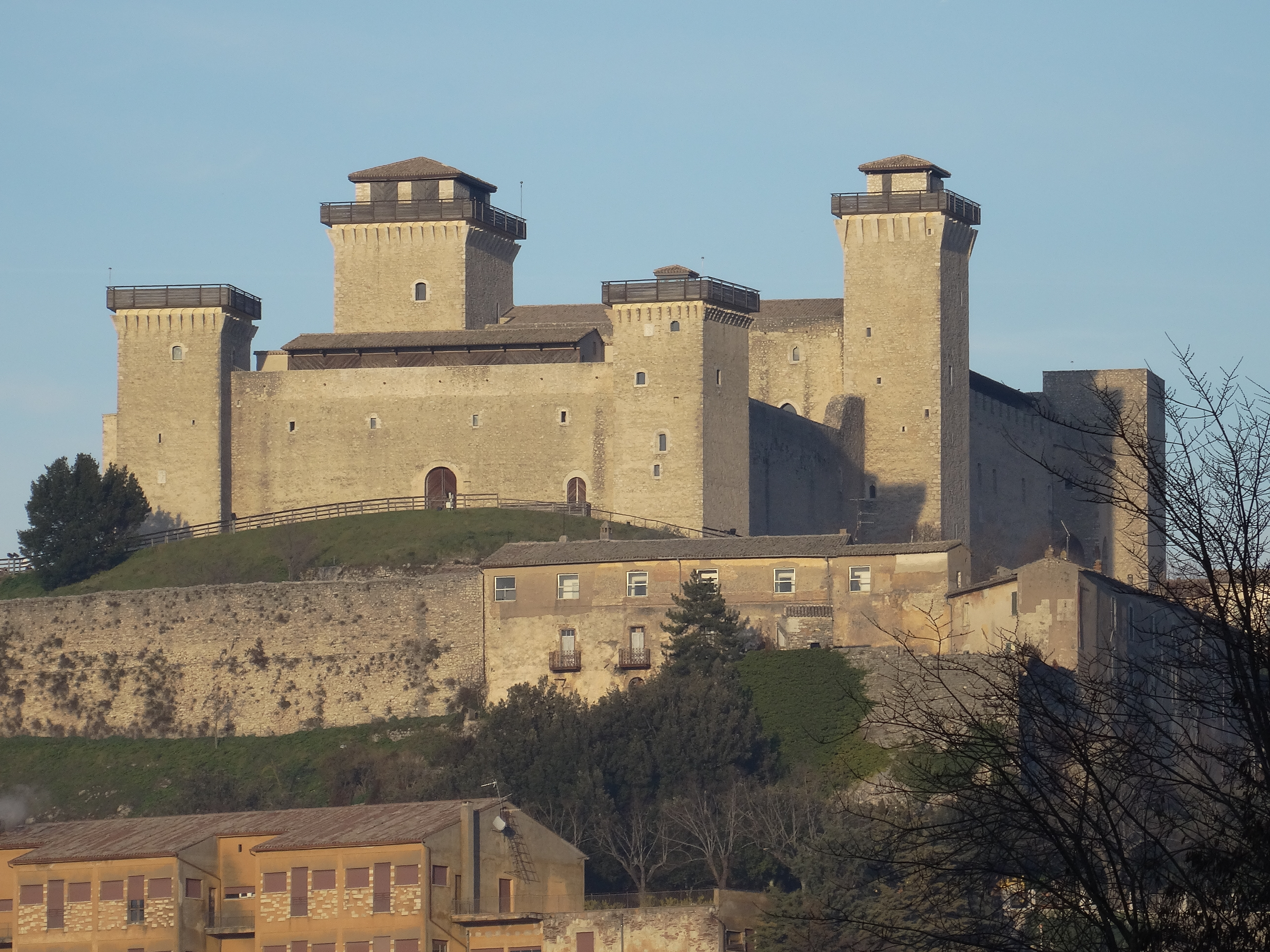
Rocca Albornoziana
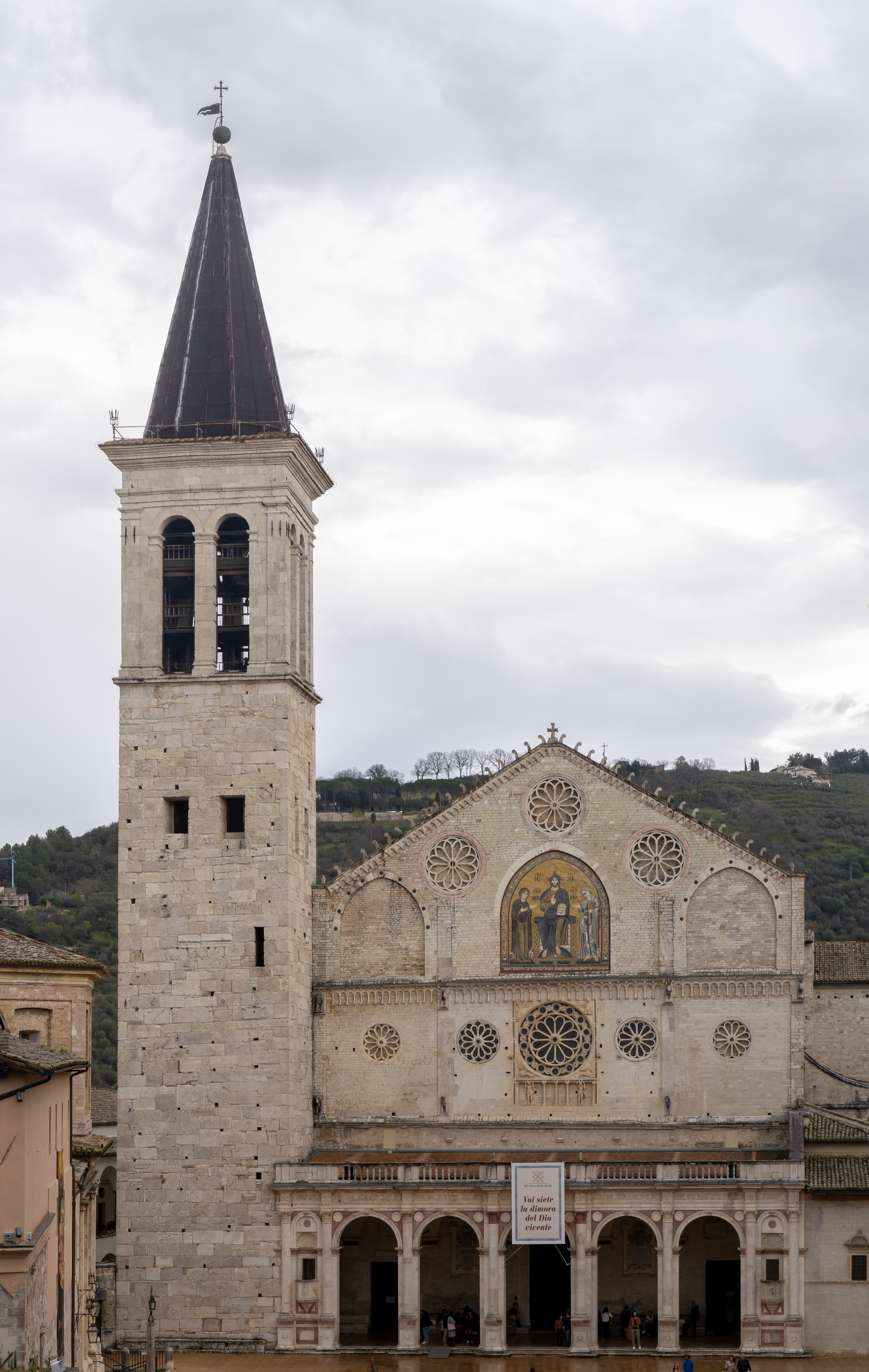
圣母升天主教座堂
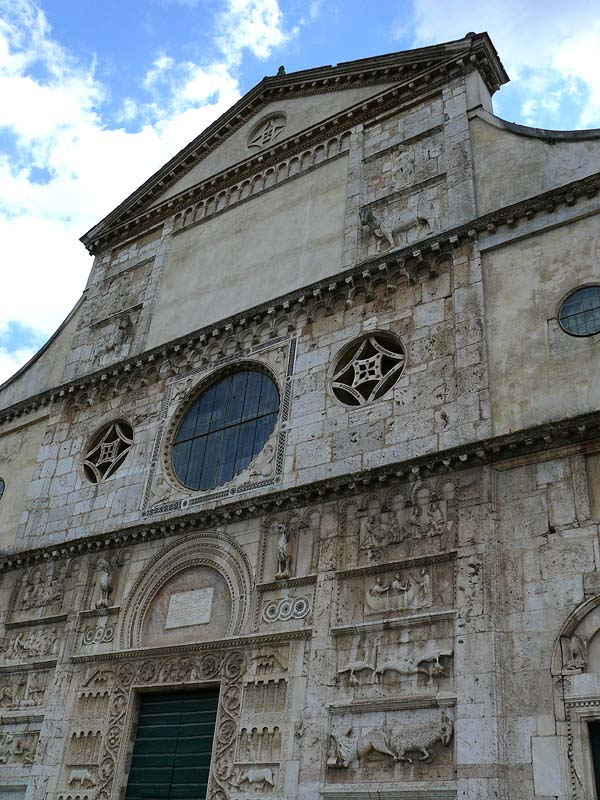
圣伯多禄堂

## 友好城市
- 法國 奥朗日[2]
- 美国南卡罗来纳州查尔斯顿